# Adviento

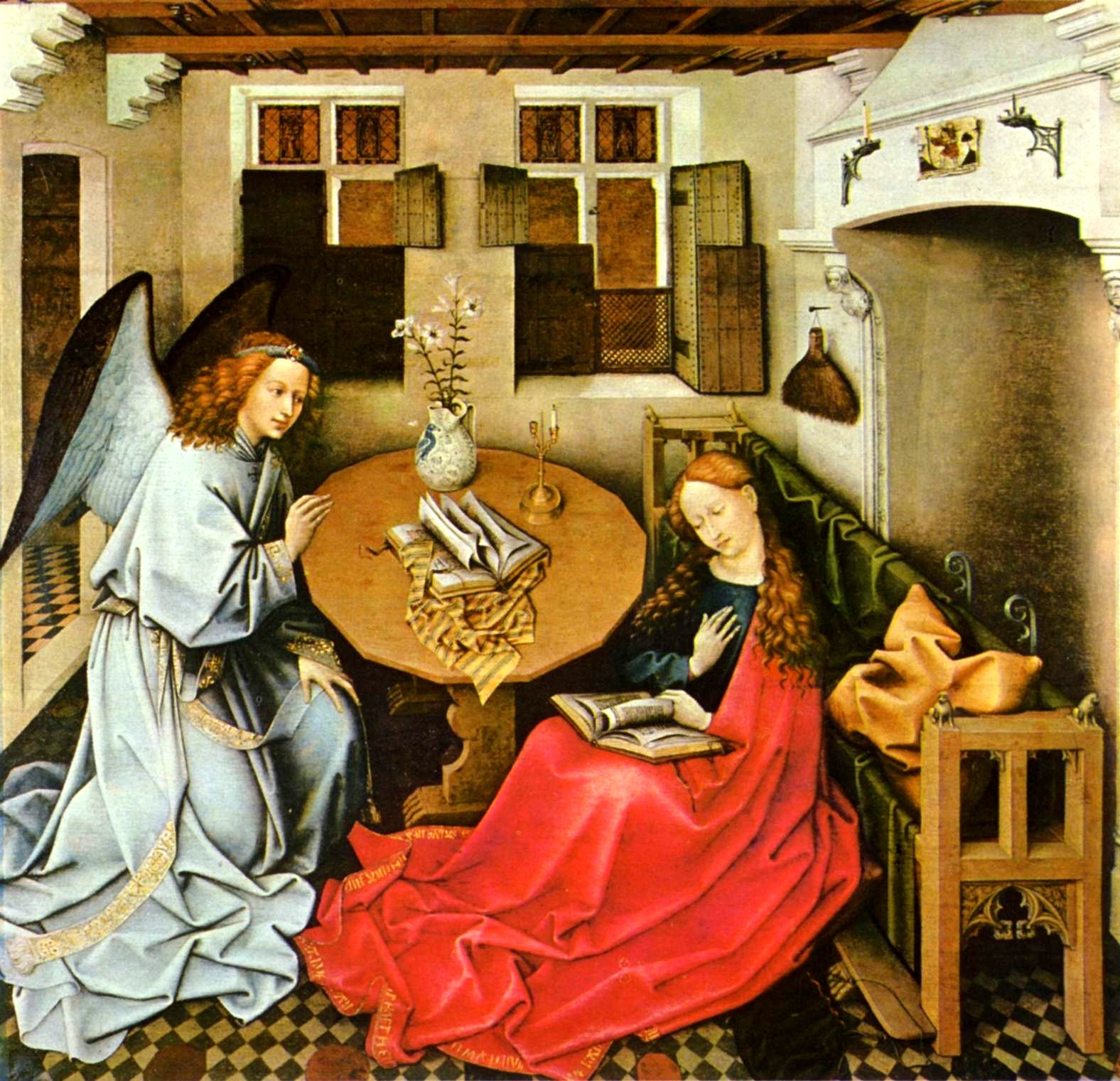
El Arcángel Gabriel anuncia a María que concebirá y dará luz al Hijo del Altísimo. Pintura sobre tabla realizada por Robert Campin, c 1420-1440, Bruselas.

Adviento (del latín adventus, «venida») es el primer período del año litúrgico cristiano, y consiste en un tiempo de preparación espiritual para la celebración del nacimiento de Cristo. Su duración suele ser de 22 a 28 días, dado que lo integran necesariamente los cuatro domingos más próximos a la solemnidad de la Natividad (celebración litúrgica de la Navidad). 
Los fieles cristianos consideran al Adviento como un tiempo de oración y de reflexión caracterizado por la espera vigilante —es decir, tiempo de esperanza y de vigilia—, de arrepentimiento, de perdón y de alegría. En la Iglesia ortodoxa, el Adviento incluye como nota particular una abstinencia estricta de ciertos alimentos, que torna en un ayuno estricto conocido como el ayuno de la Natividad en el caso de la Iglesia ortodoxa copta.
Con particularidades litúrgicas propias, prácticamente todas las Iglesias cristianas históricas celebran este tiempo: la Iglesia católica, la Comunión anglicana, la Iglesia ortodoxa, las Iglesias protestantes (luterana, presbiteriana, metodista, morava, etcétera), la Iglesia copta, entre otras.
Durante el Adviento, se coloca en las iglesias y también en algunos hogares una corona de ramas de pino, llamada corona de Adviento, con cuatro velas, una por cada domingo de Adviento.
Si bien el Adviento precede inmediatamente al tiempo de Navidad, desde el punto de vista espiritual tiene por finalidad la preparación del creyente para la segunda venida de Cristo y el encuentro definitivo con Dios (ver escatología cristiana).[cita requerida]
El color litúrgico de este tiempo es el morado.

## Historia de la celebración del Adviento

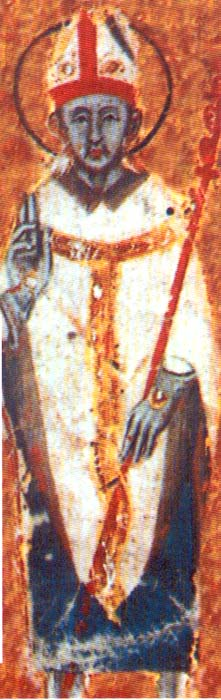
Imagen de Máximo de Turín (Codice della Catena). En su predicación, este obispo asoció el tiempo de preparación a la Navidad con la práctica del amor a peregrinos, viudas y pobres.

La liturgia del Adviento cristiano comenzó a moldearse en Galia e Hispania ya a fines del siglo IV y durante el siglo V, como preparación ascética para la celebración de la Navidad. Aquel preludio de la celebración del nacimiento de Cristo tenía una duración de tres semanas, que se unían a la preparación de los bautismos, por entonces administrados en la festividad de la Epifanía. De hecho, el canon 4 del Primer Concilio de Zaragoza (año 380) señalaba:

Durante veintiún días, a partir de las XVI calendas de enero (17 de diciembre), no está permitido a nadie ausentarse de la iglesia, sino que debe acudir a ella cotidianamente.
Citado por H. Bruns, Canones Apostolorum et Conciliorum II, Berlín, 1893, 13-14.

Existen noticias de que en la Galia, el doctor de la Iglesia Hilario de Poitiers (siglo IV) invitó a los fieles a prepararse al Adviento del Señor con tres semanas de prácticas ascéticas y penitenciales. Ya en el siglo V se practicó como tiempo de preparación para la Navidad la cuaresma de San Martín, así llamada por iniciarse el 11 de noviembre, en la festividad de san Martín de Tours (Patrología Latina 71: 566). En el mismo siglo aparece la asociación del tiempo de preparación para la Navidad con notas de índole social, vinculando este período con la práctica del amor al prójimo, con énfasis en los peregrinos, viudas y pobres:

En preparación para la Navidad del Señor, purifiquemos nuestra conciencia de toda mancha, llenemos sus tesoros con la abundancia de diversos dones, para que sea santo y glorioso el día en el que los peregrinos sean acogidos, las viudas sean alimentadas y los pobres sean vestidos [...]
Sermón de san Máximo de Turín, Patrología Latina 57:224.234

Hay evidencias de que en la liturgia de la Iglesia de Roma existía a mediados del siglo VI un tiempo preparativo similar, pero este preludio de la Navidad carecía de elementos ascéticos, tales como el ayuno, y se centraba mucho más en la alegre espera de la celebración del nacimiento de Jesucristo como anticipo de la «vuelta del Señor glorioso» al fin de los tiempos. Se supone que el papa Siricio pudo instaurar el Adviento. La expresión latina adventus Domini («venida del Señor») se encuentra en el Sacramentario gelasiano (Sacramentarium Gelasianum), que hace referencia al Adviento como un tiempo de seis semanas preparatorio de la Navidad. Las seis semanas de duración todavía perduran en el rito ambrosiano. Posteriormente se observaron algunas oscilaciones (cinco semanas) hasta que el papa Gregorio Magno propuso para el Adviento una extensión de cuatro semanas, duración que finalmente prevaleció.

## Celebración litúrgica del Adviento

### Personajes bíblicos del Adviento

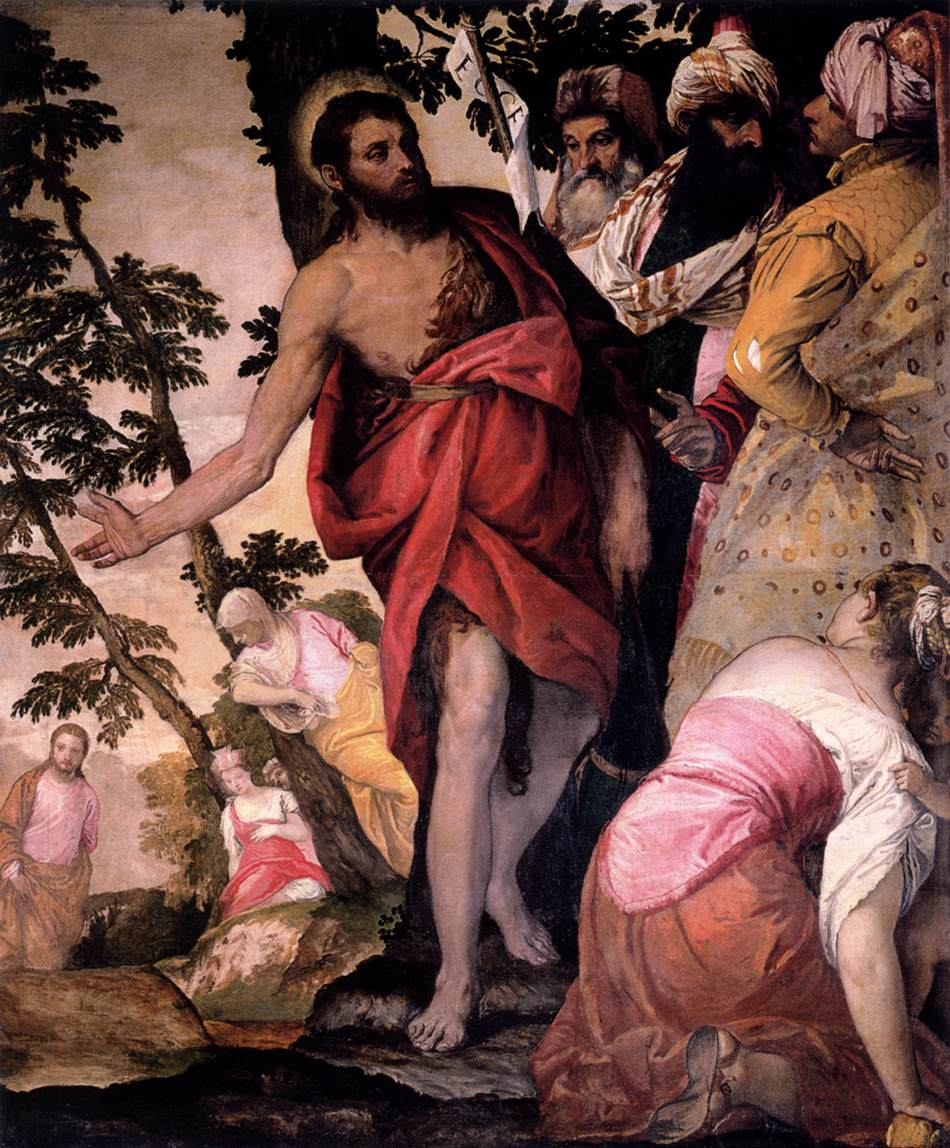
San Juan el Bautista predicando (ca. 1562), obra de Paolo Veronese.

En la liturgia del Adviento de todas las Iglesias cristianas sobresalen las figuras del profeta Isaías, de Juan el Bautista, de María, madre de Jesús, y de José de Nazaret.
- Las lecturas bíblicas del tiempo de Adviento están tomadas sobre todo del Libro de Isaías (primera lectura), aunque también se recogen otros pasajes proféticos del Antiguo Testamento que señalan la llegada del Mesías (por ejemplo, Jeremías 33:14-16). En las lecturas semanales, Isaías aparece 15 veces.

- Juan el Bautista, presentado por los evangelios como el precursor que preparó los caminos para la llegada de Jesús de Nazaret, se incluye en el segundo y tercer domingo de Adviento de la liturgia católica, anglicana y protestante. La predicación de Juan el Bautista, que se caracteriza por incorporar la frase del Libro de Isaías «Una voz grita en el desierto: preparen los caminos del Señor, allanen sus senderos» (Mateo 3:3), hace de él una de las personalidades propias de la liturgia del tiempo de Adviento.

- María de Nazaret se presenta en la liturgia de Adviento particularmente en los pasajes evangélicos correspondientes al cuarto domingo, sola o acompañada por Isabel. María también aparece acompañando a su esposo José de Nazaret en el evangelio del cuarto domingo de Adviento, en el ciclo A de la liturgia católica, anglicana y protestante.

Se trata en todos los casos de modelos de creyentes que la Iglesia ofrece a los fieles para preparar la celebración de la venida de Jesucristo.

### Lecturas bíblicas del Adviento
Con algunas variaciones, las Iglesias cristianas suelen presentar en la liturgia del Adviento lecturas bíblicas veterotestamentarias descriptivas de la esperanza profética puesta en la llegada del Mesías, como también lecturas neotestamentarias relativas al tiempo previo al nacimiento de Jesús, o al tiempo previo al inicio de su ministerio público, entre otras. A partir del Concilio Vaticano II, se produjo una variación notable de la liturgia de la Iglesia católica tendiente a enriquecer el tiempo del Adviento con textos bíblicos diferentes en distintos años calendario. Se señalan a continuación las lecturas utilizadas antes y después del Concilio, a modo de ejemplo.
Cabe señalar que la Comunión anglicana y numerosas Iglesias protestantes siguen en la liturgia un esquema de lecturas bíblicas muy similar al de la Iglesia católica postconciliar, ya que el actual Revised Common Lectionary (primera edición de 1992) es el resultado de una serie de obras litúrgicas previas inspiradas en el Ordo Lectionum Missae (1969), fruto del Concilio Vaticano II. Las diferencias suelen ser menores y propias de las Iglesias particulares, tales como la de la Iglesia de Inglaterra en su Common Worship Lectionary.

#### Según el Misal de 1962
Se trata de las lecturas utilizadas hasta la entrada en curso de la reforma resultante del Concilio Vaticano II.
- - Domingo Primero: Romanos 13, 11-14; Lucas 21, 25-33.
  - Domingo Segundo: Romanos 15, 4-13; Mateo 11, 2-10.
  - Domingo Tercero: Filipenses 4, 4-7; Juan 1, 19-28.
  - Domingo Cuarto: 1 Corintios 4, 1-5; Lucas 3, 1-6.

#### A partir del Concilio Vaticano II

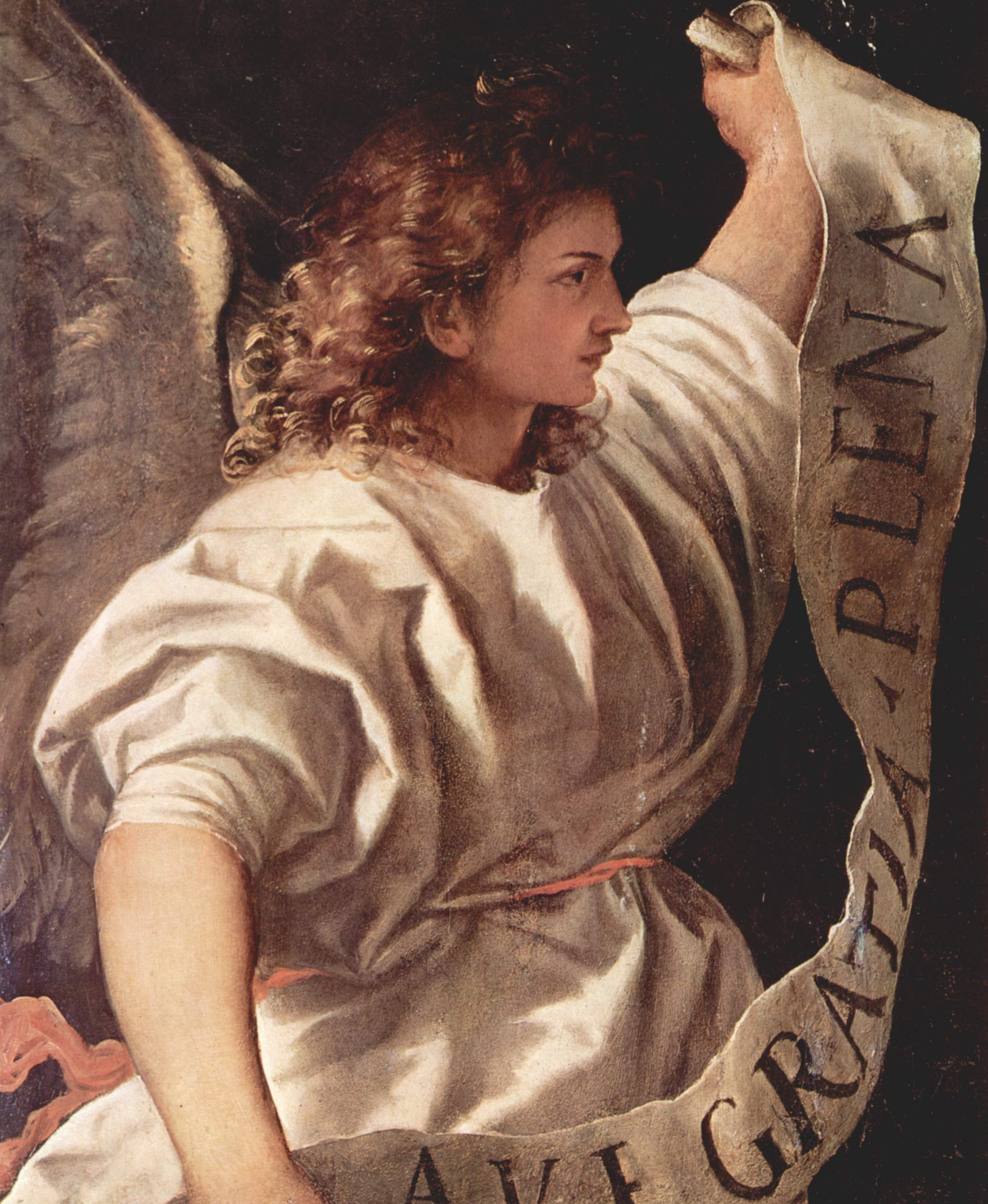
El ángel de la anunciación (1520-1522), óleo sobre tabla de Tiziano. La anunciación es el tema que gobierna la liturgia del cuarto domingo de Adviento en el ciclo B.

Se trata de las lecturas que se integraron a la liturgia a partir del llamado Misal de Pablo VI o Misal del Vaticano II.
- Ciclo A:

- - Domingo Primero: Isaías 2,1-5; Salmo 121 1-8; Romanos 13, 11-14a; Mt. 24, 37-44.
  - Domingo Segundo: Isaías 11,1-10; Salmo 71, 1-2. 7-8. 12-13. 17; Romanos 15, 4-9; Mt. 3, 1-12.
  - Domingo Tercero: Isaías 35, 1-6a 10; Salmo 145, 7. 8-9a. 9bc-10; Santiago 5, 7-10; Mt. 11, 2-11.
  - Domingo Cuarto: Isaías 7, 10-14; Salmo 23, 1-2. 3-4ab. 5-6; Romanos 1, 1-7; Mt. 1, 18-24.

- Ciclo B:

- - Domingo Primero: Isaías 63, 16b-17. 19b; 64, 2b-7; Salmo 79, 2ac y 3b. 15-16. 18-19 4; 1 Corintios 1,3-9; Mc. 13, 33-37.
  - Domingo Segundo: Isaías 40, 1-5. 9-11; Salmo 84, 9ab-10. 11-12. 13-14 8; 2 Pedro 3, 8-14; Mc. 1,1-8.
  - Domingo Tercero: Isaías 61, 1-2a. 10-11; Lc. 1, 46-48. 49-50. 53-54; 1 Tesalonicenses 5,16-24; Jn. 1, 6-8.19-28.
  - Domingo Cuarto: 2 Samuel 7,1-5. 8b-12. 14a.16; Salmo 88, 2-3. 4-5. 27 y 29; Romanos 16,25-27; Lc. 1,26-38.

- Ciclo C:

- - Domingo Primero: Jeremías 33, 14-16; Salmo 24, 4bc-5ab. 8-9. 10 y 14; 1 Tesalonicenses 3, 12- 4,2; Lc. 21, 25-28, 34-36.
  - Domingo Segundo: Baruc 5,1-9; Salmo 125,1-2ab.2cd-3.4-5.6; Filipenses 1,4-6.8-11; Lc. 3,1-6.
  - Domingo Tercero: Sofonías 3,14-18; Isaías 12,2-3. 4bcd. 5-6; Filipenses 4,4-7; Lc. 3,10-18.
  - Domingo Cuarto: Miqueas 5,1-4; Salmo 79, 2ac y 3c. 15-16. 18-19; Hebreos 10, 5-10; Lc. 1,39-46

### Fechas del Adviento
El primer domingo de Adviento oscila entre el 27 de noviembre y el 3 de diciembre; el segundo domingo de Adviento oscila entre el 4 de diciembre y el 10 de diciembre; el tercer domingo de Adviento, también conocido como Gaudete, oscila entre el 11 de diciembre y el 17 de diciembre; y el cuarto domingo de Adviento oscila entre el 18 de diciembre y el 24 de diciembre, pero en el caso de la Iglesia ortodoxa el Adviento se extiende durante 40 días, desde el 28 de noviembre hasta el 6 de enero.
El tiempo de Adviento según el año calendario es el siguiente:
| Año  | Fecha                                            | Año  | Fecha                                            |
| ---- | ------------------------------------------------ | ---- | ------------------------------------------------ |
| 2022 | inicia 27 de noviembre - termina 24 de diciembre | 2034 | inicia 3 de diciembre - termina 24 de diciembre  |
| 2023 | inicia 3 de diciembre - termina 24 de diciembre  | 2035 | inicia 2 de diciembre - termina 24 de diciembre  |
| 2024 | inicia 1 de diciembre - termina 24 de diciembre  | 2036 | inicia 30 de noviembre - termina 24 de diciembre |
| 2025 | inicia 30 de noviembre - termina 24 de diciembre | 2037 | inicia 29 de noviembre - termina 24 de diciembre |
| 2026 | inicia 29 de noviembre - termina 24 de diciembre | 2038 | inicia 28 de noviembre - termina 24 de diciembre |
| 2027 | inicia 28 de noviembre - termina 24 de diciembre | 2039 | inicia 27 de noviembre - termina 24 de diciembre |
| 2028 | inicia 3 de diciembre - termina 24 de diciembre  | 2040 | inicia 2 de diciembre - termina 24 de diciembre  |
| 2029 | inicia 2 de diciembre - termina 24 de diciembre  | 2041 | inicia 1 de diciembre - termina 24 de diciembre  |
| 2030 | inicia 1 de diciembre - termina 24 de diciembre  | 2042 | inicia 30 de noviembre - termina 24 de diciembre |
| 2031 | inicia 30 de noviembre - termina 24 de diciembre | 2043 | inicia 29 de noviembre - termina 24 de diciembre |
| 2032 | inicia 28 de noviembre - termina 24 de diciembre | 2044 | inicia 27 de noviembre - termina 24 de diciembre |
| 2033 | inicia 27 de noviembre - termina 24 de diciembre |      |                                                  |

## Corona de Adviento

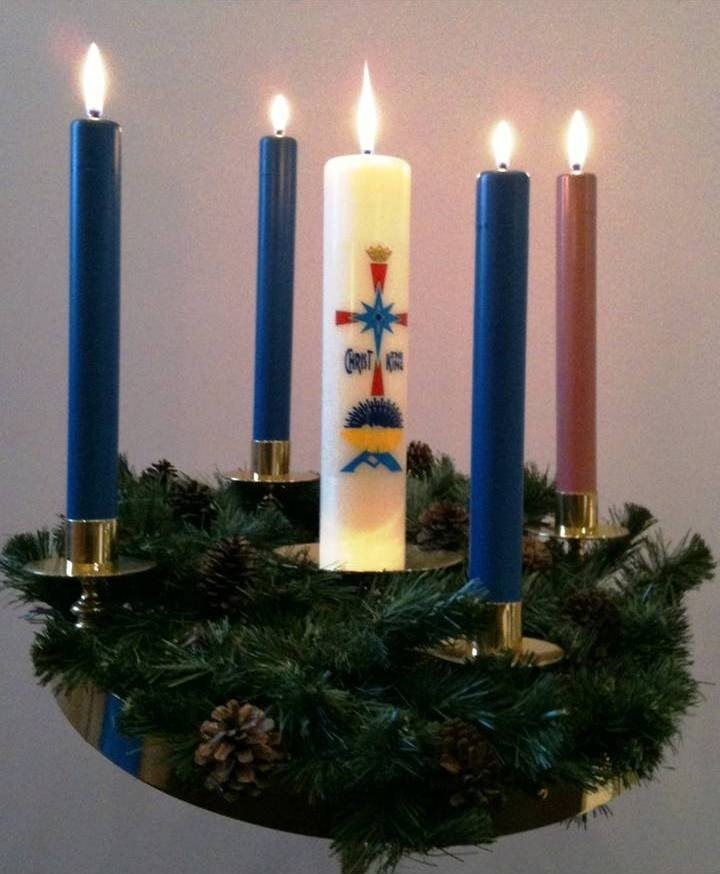
Corona de Adviento

La corona de Adviento constituye una tradición cristiana que simboliza los cuatro domingos que integran el Adviento en el calendario litúrgico de la Iglesia de Occidente. La corona de Adviento es una práctica de origen luterano, aunque por su nivel de aceptación se extendió a muchas otras confesiones cristianas, incluyendo la Iglesia católica.
Se trata de un conjunto de ramas verdes, de preferencia de especies perennifolias y en cualquier caso sin flores debido a la austeridad propia del Adviento, dispuestas o trenzadas en círculo, a las que se suman cuatro cirios colocados en la periferia, tres de color morado y uno de color rosa. El primer cirio, de color morado se enciende en el primer domingo de Adviento, junto con la lectura de un pasaje bíblico o la realización de plegarias. Sucesivamente se encienden los restantes cirios, uno nuevo en cada uno de los siguientes domingos, el primero morado, el segundo morado, el tercero rosado en memoria del domingo de Gaudete y el cuarto de color morado, hasta que en el domingo previo a la Navidad se encienden los cuatro cirios. A menudo, se coloca en el centro un quinto cirio de color blanco, que se enciende en Nochebuena o en Navidad. La costumbre se observa tanto en reuniones familiares como en servicios litúrgicos públicos.
El simbolismo de cada elemento constitutivo de la corona preexistía al mismo cristianismo. El círculo es un símbolo del ciclo eterno de las estaciones, mientras que las especies perennifolias en general simbolizan la inmortalidad, y la luz se identifica con el espíritu y la fuerza de la vida que persiste, aún en medio de los días cortos y del frío que gobierna usualmente el Hemisferio Norte en el tiempo de Adviento. En la simbología cristiana, la luz significa Cristo, a partir del Evangelio de Juan que lo presenta como la «luz del mundo» (Juan 8:12).
Hay una pequeña tradición de Adviento: a cada una de esas cuatro velas se le asigna una virtud que hay que mejorar en esa semana, por ejemplo: la primera, el amor; la segunda, la paz; la tercera, la tolerancia y la cuarta, la fe.[cita requerida]
Los domingos de Adviento, la familia o la comunidad se reúne en torno a la corona de Adviento. Luego, se lee la Biblia y se hace alguna meditación. La corona se puede llevar al templo para ser bendecida por el sacerdote.[cita requerida]

## Calendarios de Adviento

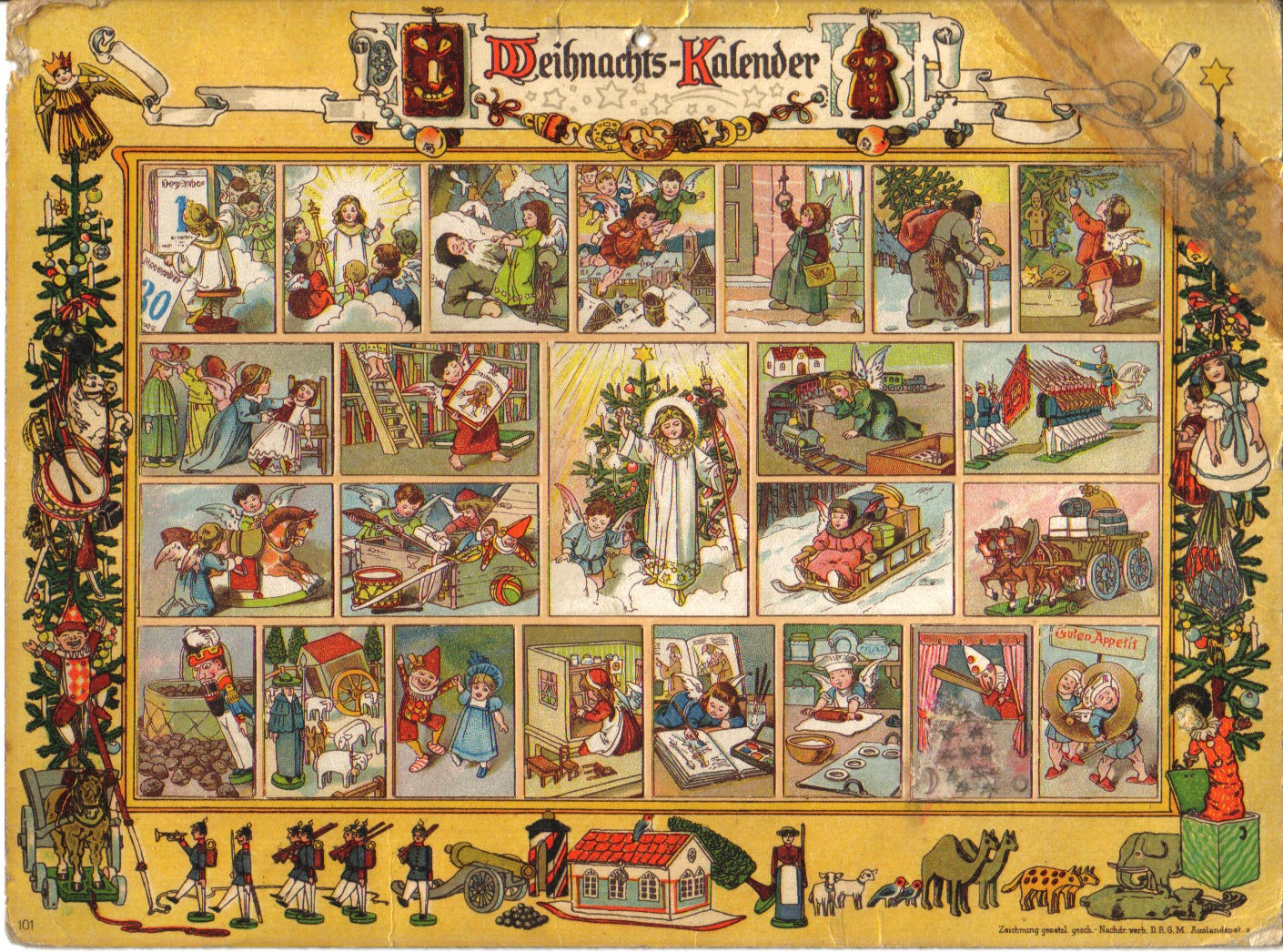
Representación del calendario de Adviento

Otra costumbre tradicional en los países de habla alemana es el uso de calendarios de Adviento, en los que se abren «ventanas», que muchas veces incluyen un pequeño regalo o dulce.